# Pilea delicatula
Pilea delicatula es una especie de planta del género Pilea, perteneciente a la familia Urticaceae.

## Taxonomía
Pilea delicatula fue descrita por Ellsworth Paine Killip en 1925.

## Distribución
Se encuentra en el territorio de Ecuador y Perú.